# Crest Hill
Crest Hill é uma cidade localizada no estado americano de Illinois, no Condado de Will.

## Demografia
Segundo o censo americano de 2000, a sua população era de 13.329 habitantes.
Em 2006, foi estimada uma população de 20.516, um aumento de 7187 (53.9%).

## Geografia
De acordo com o United States Census Bureau tem uma área de
18,8 km², dos quais 18,5 km² cobertos por terra e 0,3 km² cobertos por água.

## Localidades na vizinhança
O diagrama seguinte representa as localidades num raio de 8 km ao redor de Crest Hill.